# Derby de Epsom

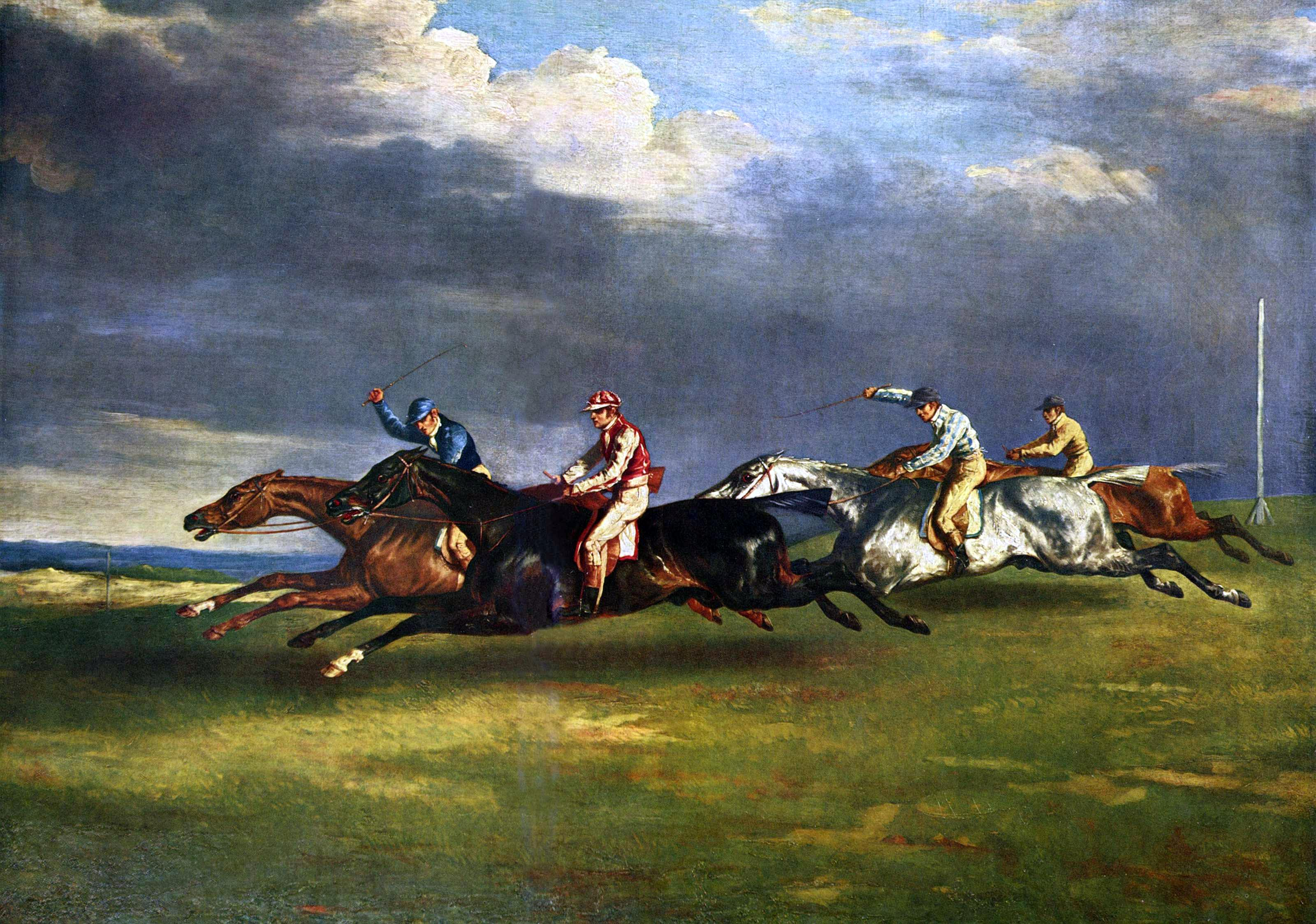
Primeiras competições

Derby de Epsom, ou Epsom Derby (internacionalmente)  ou Derby Stakes (na Grã-Bretanha) é uma corrida de cavalos graduada internacionalmente como Grupo I, destinada a thoroughbreds machos e fêmeas de três anos de idade hípica (excluindo animais castrados). É uma corrida de galope plano na distânia de 2423 metros (1 milha, 4 furlongs e 10 jardas), programada para o início de junho de cada ano, atualmente no hipódromo de Epsom Downs, em Epsom (Surrey). É a competição que criou o nome derby para os confrontos relevantes em todos os esportes. Faz parte da Tríplice Coroa Inglesa.
Em 1913 ocorreu um tragédia durante a corrida, a sufragista Emily Davison se jogou entre os cavalos durante a corrida como uma forma de protesto e morreu quatro dias depois devido aos ferimentos.

## Dia da competição
É denominado Derby Day, e ocorre na primeira semana de junho.

## Vencedores
| Ano       | Vencedor             | Jockey                  | Treinador                    | Proprietário                   | Dist. [a] | Tempo   |  |
| --------- | -------------------- | ----------------------- | ---------------------------- | ------------------------------ | --------- | ------- |  |
| 1780      | Diomed               | Sam Arnull              | R. Teasdale                  | Sir Charles Bunbury            |           |         |  |
| 1781      | Young Eclipse        | Charles Hindley         |                              | Dennis O'Kelly                 |           |         |  |
| 1782      | Assassin             | Sam Arnull              | Frank Neale                  | 3rd Earl of Egremont           |           |         |  |
| 1783      | Saltram              | Charles Hindley         | Frank Neale                  | John Parker                    |           |         |  |
| 1784      | Serjeant             | John Arnull             |                              | Dennis O'Kelly                 |           |         |  |
| 1785      | Aimwell              | Charles Hindley         | John Pratt                   | 1st Earl of Clermont           |           |         |  |
| 1786      | Noble                | J. White                | Frank Neale                  | Tommy Panton                   |           |         |  |
| 1787      | Sir Peter Teazle     | Sam Arnull              | Saunders                     | 12th Earl of Derby             |           |         |  |
| 1788      | Sir Thomas           | William South           | Frank Neale                  | HRH Prince of Wales            |           |         |  |
| 1789      | Skyscraper           | Sam Chifney             | Matt Stephenson              | 5th Duke of Bedford            |           |         |  |
| 1790      | Rhadamanthus         | John Arnull             | John Pratt                   | 1st Earl Grosvenor             |           |         |  |
| 1791      | Eager                | Matt Stephenson         | Matt Stephenson              | 5th Duke of Bedford            |           |         |  |
| 1792      | John Bull            | Frank Buckle            | John Pratt                   | 1st Earl Grosvenor             |           |         |  |
| 1793      | Waxy                 | Bill Clift              | Robert Robson                | Sir Ferdinand Poole            |           |         |  |
| 1794      | Daedalus             | Frank Buckle            | John Pratt                   | 1st Earl Grosvenor             |           |         |  |
| 1795      | Spread Eagle         | Anthony Wheatley        | Richard Prince               | Sir Frank Standish             |           |         |  |
| 1796      | Didelot              | John Arnull             | Richard Prince               | Sir Frank Standish             |           |         |  |
| 1797      | Colt by Fidget       | John Singleton          | Matt Stephenson              | 5th Duke of Bedford            |           |         |  |
| 1798      | Sir Harry            | Sam Arnull              | Frank Neale                  | Joseph Cookson                 |           |         |  |
| 1799      | Archduke             | John Arnull             | Richard Prince               | Sir Frank Standish             |           |         |  |
| 1800      | Champion             | Bill Clift              | Tom Perren                   | Christopher Wilson             |           |         |  |
| 1801      | Eleanor              | John Saunders           | J. Frost                     | Sir Charles Bunbury            |           |         |  |
| 1802      | Tyrant               | Frank Buckle            | Robert Robson                | 3rd Duke of Grafton            |           |         |  |
| 1803      | Ditto                | Bill Clift              | John Lonsdale                | Sir Hedworth Williamson        |           |         |  |
| 1804      | Hannibal             | Bill Arnull             | Frank Neale                  | 3rd Earl of Egremont           |           |         |  |
| 1805      | Cardinal Beaufort    | Dennis Fitzpatrick      | Dixon Boyce                  | 3rd Earl of Egremont           |           |         |  |
| 1806      | Paris                | John Shepherd           | Richard Prince               | 3rd Baron Foley                |           |         |  |
| 1807      | Election             | John Arnull             | Dixon Boyce                  | 3rd Earl of Egremont           |           |         |  |
| 1808      | Pan                  | Frank Collinson         | John Lonsdale                | Sir Hedworth Williamson        |           |         |  |
| 1809      | Pope                 | Tom Goodisson           | Robert Robson                | 3rd Duke of Grafton            | nk        |         |  |
| 1810      | Whalebone            | Bill Clift              | Robert Robson                | 3rd Duke of Grafton            |           |         |  |
| 1811      | Phantom              | Frank Buckle            | James Edwards                | Sir John Shelley               |           |         |  |
| 1812      | Octavius             | Bill Arnull             | Dixon Boyce                  | Robert Ladbroke                |           |         |  |
| 1813      | Smolensko            | Tom Goodisson           | Crouch                       | Sir Charles Bunbury            |           |         |  |
| 1814      | Blucher              | Bill Arnull             | Dixon Boyce                  | 2nd Baron Stawell              |           |         |  |
| 1815      | Whisker              | Tom Goodisson           | Robert Robson                | 4th Duke of Grafton            |           |         |  |
| 1816      | Prince Leopold       | Will Wheatley           | William Butler               | HRH Duke of York               |           |         |  |
| 1817      | Azor                 | Jem Robinson            | Robert Robson                | John Payne                     |           |         |  |
| 1818      | Sam                  | Sam Chifney, Jr.        | William Chifney              | Thomas Thornhill               |           |         |  |
| 1819      | Tiresias             | Bill Clift              | Richard Prince               | 4th Duke of Portland           |           |         |  |
| 1820      | Sailor               | Sam Chifney, Jr.        | William Chifney              | Thomas Thornhill               |           |         |  |
| 1821      | Gustavus             | Sam Day                 | Crouch                       | John Hunter                    |           |         |  |
| 1822      | Moses                | Tom Goodisson           | William Butler               | HRH Duke of York               |           |         |  |
| 1823      | Emilius              | Frank Buckle            | Robert Robson                | John Udny                      |           |         |  |
| 1824      | Cedric               | Jem Robinson            | James Edwards                | Sir John Shelley               |           |         |  |
| 1825      | Middleton            | Jem Robinson            | James Edwards                | 5th Earl of Jersey             |           |         |  |
| 1826      | Lap-dog              | George Dockeray         | R. Stephenson                | 3rd Earl of Egremont           |           |         |  |
| 1827      | Mameluke             | Jem Robinson            | James Edwards                | 5th Earl of Jersey             |           |         |  |
| 1828      | Cadland [b]          | Jem Robinson            | Dixon Boyce                  | 5th Duke of Rutland            | dh        |         |  |
| 1829      | Frederick            | John Forth              | John Forth                   | William Gratwicke              |           |         |  |
| 1830      | Priam                | Sam Day                 | William Chifney              | William Chifney                |           |         |  |
| 1831      | Spaniel              | Will Wheatley           | J. Rogers                    | Viscount Lowther               |           |         |  |
| 1832      | St. Giles            | Bill Scott              | J. Webb                      | Robert Ridsdale                |           |         |  |
| 1833      | Dangerous            | Jem Chapple             | Isaac Sadler                 | Isaac Sadler                   |           |         |  |
| 1834      | Plenipotentiary      | Patrick Conolly         | George Payne                 | Stanlake Batson                |           |         |  |
| 1835      | Mündig               | Bill Scott              | John Scott                   | John Bowes                     |           |         |  |
| 1836      | Bay Middleton        | Jem Robinson            | James Edwards                | 5th Earl of Jersey             | 2         |         |  |
| 1837      | Phosphorus           | George Edwards          | John Doe                     | Lord Berners                   |           |         |  |
| 1838      | Amato                | Jem Chapple             | Ralph Sherwood               | Sir Gilbert Heathcote          |           |         |  |
| 1839      | Bloomsbury           | Sim Templeman           | William Ridsdale             | William Ridsdale               |           |         |  |
| 1840      | Little Wonder        | William Macdonald       | John Forth                   | David Robertson                |           |         |  |
| 1841      | Coronation           | Patrick Conolly         | Ben Painter                  | Abraham Rawlinson              |           |         |  |
| 1842      | Attila               | Bill Scott              | John Scott                   | George Anson                   |           |         |  |
| 1843      | Cotherstone          | Bill Scott              | John Scott                   | John Bowes                     | 2         |         |  |
| 1844      | Orlando [c]          | Nat Flatman             | W. Cooper                    | Jonathan Peel                  |           |         |  |
| 1845      | The Merry Monarch    | Foster Bell             | John Forth                   | William Gratwicke              |           |         |  |
| 1846      | Pyrrhus The First    | Sam Day                 | John Day                     | John Gully                     |           | 2:55    |  |
| 1847      | Cossack              | Sim Templeman           | John Day                     | T. H. Pedley                   |           | 2:52    |  |
| 1848      | Surplice             | Sim Templeman           | John Kent, Jr.               | 3rd Viscount Clifden           |           | 2:48    |  |
| 1849      | The Flying Dutchman  | Charlie Marlow          | John Fobert                  | 13th Earl of Eglinton          | snk       | 3:00    |  |
| 1850      | Voltigeur            | Job Marson              | Robert Hill                  | 2nd Earl of Zetland            |           | 2:50    |  |
| 1851      | Teddington           | Job Marson              | Alec Taylor, Sr.             | Sir Joseph Hawley              | 2         | 2:51    |  |
| 1852      | Daniel O'Rourke      | Frank Butler            | John Scott                   | John Bowes                     |           | 3:02    |  |
| 1853      | West Australian      | Frank Butler            | John Scott                   | John Bowes                     | nk        | 2:55    |  |
| 1854      | Andover              | Alfred Day              | John Day                     | John Gully                     | 1         | 2:52    |  |
| 1855      | Wild Dayrell         | Robert Sherwood         | John Rickaby                 | Francis Popham                 |           | 2:54    |  |
| 1856      | Ellington            | Tom Aldcroft            | Tom Dawson                   | Octavius Vernon Harcourt       | 1         | 3:04    |  |
| 1857      | Blink Bonny          | Jack Charlton           | William I'Anson              | William I'Anson                | nk        | 2:45    |  |
| 1858      | Beadsman             | John Wells              | George Manning               | Sir Joseph Hawley              |           | 2:54    |  |
| 1859      | Musjid               | John Wells              | George Manning               | Sir Joseph Hawley              |           | 2:59    |  |
| 1860      | Thormanby            | Harry Custance          | Mathew Dawson                | James Merry                    | 1½        | 2:55    |  |
| 1861      | Kettledrum           | Ralph Bullock           | G. Oates                     | Charles Towneley               |           | 2:45    |  |
| 1862      | Caractacus           | John Parsons            | Robert Smith                 | Charles Snewing                |           | 2:45    |  |
| 1863      | Macaroni             | Tom Chaloner            | James Godding                | Richard Naylor                 |           | 2:50    |  |
| 1864      | Blair Athol          | Jim Snowden             | William I'Anson              | William I'Anson                |           | 2:43    |  |
| 1865      | Gladiateur           | Harry Grimshaw          | Tom Jennings, Sr.            | Frédéric de Lagrange           | 2         | 2:46    |  |
| 1866      | Lord Lyon            | Harry Custance          | James Dover                  | Richard Sutton                 |           | 2:50    |  |
| 1867      | Hermit               | John Daley              | G. Bloss                     | Henry Chaplin                  |           | 2:42    |  |
| 1868      | Blue Gown            | John Wells              | John Porter                  | Sir Joseph Hawley              |           | 2:43    |  |
| 1869      | Pretender            | John Osborne, Jr.       | Tom Dawson                   | John Johnstone                 |           | 2:52    |  |
| 1870      | Kingcraft            | Tom French              | Mathew Dawson                | 6th Viscount Falmouth          | 4         | 2:45    |  |
| 1871      | Favonius             | Tom French              | Joseph Hayhoe                | Mayer A. de Rothschild         |           | 2:50    |  |
| 1872      | Cremorne             | Charlie Maidment        | William Gilbert              | Henry Savile                   |           | 2:45    |  |
| 1873      | Doncaster            | Fred Webb               | Robert Peck                  | James Merry                    |           | 2:50    |  |
| 1874      | George Frederick     | Harry Custance          | Tom Leader                   | W. S. Cartwright               | 2         | 2:46    |  |
| 1875      | Galopin              | Jack Morris             | John Dawson                  | Gusztáv Batthyány              | 1         | 2:48    |  |
| 1876      | Kisber               | Charlie Maidment        | Joseph Hayhoe                | Alexander Baltazzi             | 5         | 2:44    |  |
| 1877      | Silvio               | Fred Archer             | Mathew Dawson                | 6th Viscount Falmouth          | ½         | 2:50    |  |
| 1878      | Sefton               | Harry Constable         | Alec Taylor, Sr.             | William Stirling Crawfurd      | 1½        | 2:56    |  |
| 1879      | Sir Bevys            | George Fordham          | Joseph Hayhoe                | Lionel de Rothschild           | ¾         | 3:02    |  |
| 1880      | Bend Or              | Fred Archer             | Robert Peck                  | 1st Duke of Westminster        | hd        | 2:46    |  |
| 1881      | Iroquois             | Fred Archer             | Jacob Pincus                 | Pierre Lorillard IV            | nk        | 2:50    |  |
| 1882      | Shotover             | Tom Cannon, Sr.         | John Porter                  | 1st Duke of Westminster        | ¾         | 2:45    |  |
| 1883      | St. Blaise           | Charles Wood            | John Porter                  | Sir Frederick Johnstone        | hd        | 2:48    |  |
| 1884 (dh) | Harvester St. Gatien | Sam Loates Charles Wood | James Jewitt Robert Sherwood | Sir J. Willoughby Jack Hammond | dh        | 2:46    |  |
| 1885      | Melton               | Fred Archer             | Mathew Dawson                | 20th Baron Hastings            | hd        | 2:44    |  |
| 1886      | Ormonde              | Fred Archer             | John Porter                  | 1st Duke of Westminster        | 1½        | 2:45.6  |  |
| 1887      | Merry Hampton        | John Watts              | Martin Gurry                 | George Baird                   | 4         | 2:43    |  |
| 1888      | Ayrshire             | Fred Barrett            | George Dawson                | 6th Duke of Portland           | 2'        | 2:43    |  |
| 1889      | Donovan              | Tommy Loates            | George Dawson                | 6th Duke of Portland           | 1½        | 2:44    |  |
| 1890      | Sainfoin             | John Watts              | John Porter                  | Sir James Miller               | ¾         | 2:49    |  |
| 1891      | Common               | George Barrett          | John Porter                  | Sir Frederick Johnstone        | 2         | 2:56    |  |
| 1892      | Sir Hugo             | Fred Allsopp            | Tom Wadlow                   | 3rd Earl of Bradford           | ¾         | 2:44    |  |
| 1893      | Isinglass            | Tommy Loates            | James Jewitt                 | Harry McCalmont                | 1½        | 2:43    |  |
| 1894      | Ladas                | John Watts              | Mathew Dawson                | 5th Earl of Rosebery           | 1½        | 2:45    |  |
| 1895      | Sir Visto            | Sam Loates              | Mathew Dawson                | 5th Earl of Rosebery           | ¾         | 2:43    |  |
| 1896      | Persimmon            | John Watts              | Richard Marsh                | HRH Prince of Wales            | nk        | 2:42    |  |
| 1897      | Galtee More          | Charles Wood            | Sam Darling                  | John Gubbins                   | 2         | 2:44    |  |
| 1898      | Jeddah               | Otto Madden             | Richard Marsh                | James Larnach                  | ¾         | 2:47    |  |
| 1899      | Flying Fox           | Morny Cannon            | John Porter                  | 1st Duke of Westminster        | 2         | 2:42    |  |
| 1900      | Diamond Jubilee      | Herbert Jones           | Richard Marsh                | HRH Prince of Wales            | ½         | 2:42    |  |
| 1901      | Volodyovski          | Lester Reiff            | John Huggins                 | William C. Whitney             | ¾         | 2:40.8  |  |
| 1902      | Ard Patrick          | Skeets Martin           | Sam Darling                  | John Gubbins                   | 3         | 2:42.2  |  |
| 1903      | Rock Sand            | Danny Maher             | George Blackwell             | Sir James Miller               | 2         | 2:42.8  |  |
| 1904      | St. Amant            | Kempton Cannon          | Alfred Hayhoe                | Leopold de Rothschild          | 3         | 2:45.4  |  |
| 1905      | Cicero               | Danny Maher             | Percy Peck                   | 5th Earl of Rosebery           | ¾         | 2:39.6  |  |
| 1906      | Spearmint            | Danny Maher             | Peter Gilpin                 | Major Eustace Loder            | 1½        | 2:36.8  |  |
| 1907      | Orby                 | John Reiff              | Fred McCabe                  | Richard Croker                 | 2         | 2:44    |  |
| 1908      | Signorinetta         | Billy Bullock           | Edoardo Ginistrelli          | Edoardo Ginistrelli            | 2         | 2:39.8  |  |
| 1909      | Minoru               | Herbert Jones           | Richard Marsh                | King Edward VII                | shd       | 2:42.7  |  |
| 1910      | Lemberg              | Bernard Dillon          | Alec Taylor, Jr.             | Alfred Cox                     | nk        | 2:35.2  |  |
| 1911      | Sunstar              | George Stern            | Charles Morton               | Jack Barnato Joel              | 2         | 2:36.8  |  |
| 1912      | Tagalie              | John Reiff              | Dawson Waugh                 | Walter Raphael                 | 4         | 2:38.8  |  |
| 1913      | Aboyeur [d]          | Edwin Piper             | Tom Lewis                    | Alan Cunliffe                  | nk        | 2:37.6  |  |
| 1914      | Durbar               | Matt MacGee             | Tom Murphy                   | Herman Duryea                  | 3         | 2:38.4  |  |
| 1915      | Pommern              | Steve Donoghue          | Charles Peck                 | Solomon Joel                   | 2         | 2:32.6  |  |
| 1916      | Fifinella            | Joe Childs              | Dick Dawson                  | Sir Edward Hulton              | nk        | 2:36.6  |  |
| 1917      | Gay Crusader         | Steve Donoghue          | Alec Taylor, Jr.             | Alfred Cox                     | 4         | 2:40.6  |  |
| 1918      | Gainsborough         | Joe Childs              | Alec Taylor, Jr.             | Lady James Douglas             | 1½        | 2:33.2  |  |
| 1919      | Grand Parade         | Fred Templeman          | Frank Barling                | 1st Baron Glanely              | ½         | 2:35.8  |  |
| 1920      | Spion Kop            | Frank O'Neill           | Peter Gilpin                 | Giles Loder                    | 2         | 2:34.8  |  |
| 1921      | Humorist             | Steve Donoghue          | Charles Morton               | Jack Barnato Joel              | nk        | 2:36.2  |  |
| 1922      | Captain Cuttle       | Steve Donoghue          | Fred Darling                 | 1st Baron Woolavington         | 4         | 2:34.6  |  |
| 1923      | Papyrus              | Steve Donoghue          | Basil Jarvis                 | Ben Irish                      | 1         | 2:38    |  |
| 1924      | Sansovino            | Tommy Weston            | George Lambton               | 17th Earl of Derby             | 6         | 2:46    |  |
| 1925      | Manna                | Steve Donoghue          | Fred Darling                 | Henry E. Morriss               | 8         | 2:40.6  |  |
| 1926      | Coronach             | Joe Childs              | Fred Darling                 | 1st Baron Woolavington         | 5         | 2:47.8  |  |
| 1927      | Call Boy             | Charlie Elliott         | John E. Watts                | Frank Curzon                   | 2         | 2:34.4  |  |
| 1928      | Felstead             | Harry Wragg             | Ossie Bell                   | Sir Hugo Cunliffe-Owen         | 1½        | 2:34.8  |  |
| 1929      | Trigo                | Joe Marshall            | Dick Dawson                  | William Barnett                | 1½        | 2:36.4  |  |
| 1930      | Blenheim             | Harry Wragg             | Dick Dawson                  | HH Aga Khan III                | 1         | 2:38.2  |  |
| 1931      | Cameronian           | Freddie Fox             | Fred Darling                 | Arthur Dewar                   | ¾         | 2:36.6  |  |
| 1932      | April the Fifth      | Fred Lane               | Tom Walls                    | Tom Walls                      | ¾         | 2:43.2  |  |
| 1933      | Hyperion             | Tommy Weston            | George Lambton               | 17th Earl of Derby             | 4         | 2:34    |  |
| 1934      | Windsor Lad          | Charles Smirke          | Marcus Marsh                 | Maharaja of Rajpipla           | 1         | 2:34    |  |
| 1935      | Bahram               | Freddie Fox             | Frank Butters                | HH Aga Khan III                | 2         | 2:36    |  |
| 1936      | Mahmoud              | Charles Smirke          | Frank Butters                | HH Aga Khan III                | 3         | 2:33.8  |  |
| 1937      | Mid-day Sun          | Michael Beary           | Fred Butters                 | Lettice Mary Miller            | 1½        | 2:37.6  |  |
| 1938      | Bois Roussel         | Charlie Elliott         | Fred Darling                 | Peter Beatty                   | 4         | 2:39.2  |  |
| 1939      | Blue Peter           | Eph Smith               | Jack Jarvis                  | 6th Earl of Rosebery           | 4         | 2:36.8  |  |
| 1940      | Pont l'Eveque        | Sam Wragg               | Fred Darling                 | Fred Darling                   | 3         | 2:30.8  |  |
| 1941      | Owen Tudor           | Billy Nevett            | Fred Darling                 | C. Macdonald-Buchanan          | 1½        | 2:32    |  |
| 1942      | Watling Street       | Harry Wragg             | Walter Earl                  | 17th Earl of Derby             | nk        | 2:29.6  |  |
| 1943      | Straight Deal        | Tommy Carey             | Walter Nightingall           | Dorothy Paget                  | hd        | 2:30.4  |  |
| 1944      | Ocean Swell          | Billy Nevett            | Jack Jarvis                  | 6th Earl of Rosebery           | nk        | 2:31    |  |
| 1945      | Dante                | Billy Nevett            | Matthew Peacock              | Sir Eric Ohlson                | 2         | 2:26.6  |  |
| 1946      | Airborne             | Tommy Lowrey            | Dick Perryman                | John E. Ferguson               | 1         | 2:44.6  |  |
| 1947      | Pearl Diver          | Georges Bridgland       | Percy Carter                 | Baron Geoffroy de Waldner      | 4         | 2:38.4  |  |
| 1948      | My Love              | Rae Johnstone           | Richard Carver               | HH Aga Khan III / Volterra     | 1½        | 2:40    |  |
| 1949      | Nimbus               | Charlie Elliott         | George Colling               | Marion Glenister               | hd        | 2:42    |  |
| 1950      | Galcador             | Rae Johnstone           | Charles Semblat              | Marcel Boussac                 | hd        | 2:36.8  |  |
| 1951      | Arctic Prince        | Chuck Spares            | Willie Stephenson            | Joseph McGrath                 | 6         | 2:39.4  |  |
| 1952      | Tulyar               | Charles Smirke          | Marcus Marsh                 | HH Aga Khan III                | ¾         | 2:36.4  |  |
| 1953      | Pinza                | Sir Gordon Richards     | Norman Bertie                | Sir Victor Sassoon             | 4         | 2:35.6  |  |
| 1954      | Never Say Die        | Lester Piggott          | Joseph Lawson                | Robert Sterling Clark          | 2         | 2:35.8  |  |
| 1955      | Phil Drake           | Freddie Palmer          | François Mathet              | Suzy Volterra                  | 2         | 2:39.8  |  |
| 1956      | Lavandin             | Rae Johnstone           | Alec Head                    | Pierre Wertheimer              | nk        | 2:36.4  |  |
| 1957      | Crepello             | Lester Piggott          | Noel Murless                 | Sir Victor Sassoon             | 1½        | 2:35.4  |  |
| 1958      | Hard Ridden          | Charles Smirke          | Mick Rogers                  | Sir Victor Sassoon             | 5         | 2:41.2  |  |
| 1959      | Parthia              | Harry Carr              | Cecil Boyd-Rochfort          | Sir Humphrey de Trafford       | 1½        | 2:36.0  |  |
| 1960      | St. Paddy            | Lester Piggott          | Noel Murless                 | Sir Victor Sassoon             | 3         | 2:35.8  |  |
| 1961      | Psidium              | Roger Poincelet         | Harry Wragg                  | Etti Plesch                    | 2         | 2:36.4  |  |
| 1962      | Larkspur             | Neville Sellwood        | Vincent O'Brien              | Raymond R. Guest               | 2         | 2:37.6  |  |
| 1963      | Relko                | Yves Saint-Martin       | François Mathet              | François Dupré                 | 6         | 2:39.4  |  |
| 1964      | Santa Claus          | Scobie Breasley         | Mick Rogers                  | John Ismay                     | 1         | 2:41.98 |  |
| 1965      | Sea Bird             | Pat Glennon             | Etienne Pollet               | Jean Ternynck                  | 2         | 2:38.41 |  |
| 1966      | Charlottown          | Scobie Breasley         | Gordon Smyth                 | Lady Zia Wernher               | nk        | 2:37.63 |  |
| 1967      | Royal Palace         | George Moore            | Noel Murless                 | Jim Joel                       | 2½        | 2:38.36 |  |
| 1968      | Sir Ivor             | Lester Piggott          | Vincent O'Brien              | Raymond R. Guest               | 1½        | 2:38.73 |  |
| 1969      | Blakeney             | Ernie Johnson           | Arthur Budgett               | Arthur Budgett                 | 1         | 2:40.30 |  |
| 1970      | Nijinsky             | Lester Piggott          | Vincent O'Brien              | Charles W. Engelhard, Jr.      | 2½        | 2:34.68 |  |
| 1971      | Mill Reef            | Geoff Lewis             | Ian Balding                  | Paul Mellon                    | 2         | 2:37.14 |  |
| 1972      | Roberto              | Lester Piggott          | Vincent O'Brien              | John W. Galbreath              | shd       | 2:36.09 |  |
| 1973      | Morston              | Edward Hide             | Arthur Budgett               | Arthur Budgett                 | ½         | 2:35.92 |  |
| 1974      | Snow Knight          | Brian Taylor            | Peter Nelson                 | Sharon Phillips                | 2         | 2:35.04 |  |
| 1975      | Grundy               | Pat Eddery              | Peter Walwyn                 | Carlo Vittadini                | 3         | 2:35.35 |  |
| 1976      | Empery               | Lester Piggott          | Maurice Zilber               | Nelson Bunker Hunt             | 3         | 2:35.69 |  |
| 1977      | The Minstrel         | Lester Piggott          | Vincent O'Brien              | Robert Sangster                | nk        | 2:36.44 |  |
| 1978      | Shirley Heights      | Greville Starkey        | John Dunlop                  | 2nd Earl of Halifax            | hd        | 2:35.30 |  |
| 1979      | Troy                 | Willie Carson           | Dick Hern                    | Sobell / Weinstock             | 7         | 2:36.59 |  |
| 1980      | Henbit               | Willie Carson           | Dick Hern                    | Etti Plesch                    | ½         | 2:34.77 |  |
| 1981      | Shergar              | Walter Swinburn         | Michael Stoute               | HH Aga Khan IV                 | 10        | 2:44.21 |  |
| 1982      | Golden Fleece        | Pat Eddery              | Vincent O'Brien              | Robert Sangster                | 3         | 2:34.27 |  |
| 1983      | Teenoso              | Lester Piggott          | Geoff Wragg                  | Eric Moller                    | 3         | 2:49.07 |  |
| 1984      | Secreto              | Christy Roche           | David O'Brien                | Luigi Miglietti                | shd       | 2:39.12 |  |
| 1985      | Slip Anchor          | Steve Cauthen           | Henry Cecil                  | Lord Howard de Walden          | 7         | 2:36.23 |  |
| 1986      | Shahrastani          | Walter Swinburn         | Michael Stoute               | HH Aga Khan IV                 | ½         | 2:37.13 |  |
| 1987      | Reference Point      | Steve Cauthen           | Henry Cecil                  | Louis Freedman                 | 1½        | 2:33.90 |  |
| 1988      | Kahyasi              | Ray Cochrane            | Luca Cumani                  | HH Aga Khan IV                 | 1½        | 2:33.84 |  |
| 1989      | Nashwan              | Willie Carson           | Dick Hern                    | Hamdan Al Maktoum              | 5         | 2:34.90 |  |
| 1990      | Quest for Fame       | Pat Eddery              | Roger Charlton               | Khalid Abdullah                | 3         | 2:37.26 |  |
| 1991      | Generous             | Alan Munro              | Paul Cole                    | Prince Fahd bin Salman         | 5         | 2:34.00 |  |
| 1992      | Dr Devious           | John Reid               | Peter Chapple-Hyam           | Sidney H. Craig                | 2         | 2:36.19 |  |
| 1993      | Commander in Chief   | Michael Kinane          | Henry Cecil                  | Khalid Abdullah                | 3½        | 2:34.51 |  |
| 1994      | Erhaab               | Willie Carson           | John Dunlop                  | Hamdan Al Maktoum              | 1¼        | 2:34.16 |  |
| 1995      | Lammtarra            | Walter Swinburn         | Saeed bin Suroor             | Saeed bin M. Al Maktoum        | 1         | 2:32.31 |  |
| 1996      | Shaamit              | Michael Hills           | William Haggas               | Khalifa Dasmal                 | 1¼        | 2:35.05 |  |
| 1997      | Benny the Dip        | Willie Ryan             | John Gosden                  | Landon Knight                  | shd       | 2:35.77 |  |
| 1998      | High-Rise            | Olivier Peslier         | Luca Cumani                  | M. Obaid Al Maktoum            | hd        | 2:33.88 |  |
| 1999      | Oath                 | Kieren Fallon           | Henry Cecil                  | The Thoroughbred Corp.         | 1¾        | 2:37.43 |  |
| 2000      | Sinndar              | Johnny Murtagh          | John Oxx                     | HH Aga Khan IV                 | 1         | 2:36.75 |  |
| 2001      | Galileo              | Michael Kinane          | Aidan O'Brien                | Magnier / Tabor                | 3½        | 2:33.27 |  |
| 2002      | High Chaparral       | Johnny Murtagh          | Aidan O'Brien                | Magnier / Tabor                | 2         | 2:39.45 |  |
| 2003      | Kris Kin             | Kieren Fallon           | Sir Michael Stoute           | Saeed Suhail                   | 1         | 2:33.35 |  |
| 2004      | North Light          | Kieren Fallon           | Sir Michael Stoute           | Ballymacoll Stud               | 1½        | 2:33.72 |  |
| 2005      | Motivator            | Johnny Murtagh          | Michael Bell                 | Royal Ascot Racing Club        | 5         | 2:35.69 |  |
| 2006      | Sir Percy            | Martin Dwyer            | Marcus Tregoning             | Anthony Pakenham               | shd       | 2:35.23 |  |
| 2007      | Authorized           | Frankie Dettori         | Peter Chapple-Hyam           | Al Homaizi / Al Sagar          | 5         | 2:34.77 |  |
| 2008      | New Approach         | Kevin Manning           | Jim Bolger                   | Princess Haya of Jordan        | ½         | 2:36.50 |  |
| 2009      | Sea the Stars        | Michael Kinane          | John Oxx                     | Christopher Tsui               | 1¾        | 2:36.74 |  |
| 2010      | Workforce            | Ryan Moore              | Sir Michael Stoute           | Khalid Abdullah                | 7         | 2:31.33 |  |
| 2011      | Pour Moi             | Mickael Barzalona       | André Fabre                  | Magnier / Tabor / Smith        | hd        | 2:34.54 |  |
| 2012      | Camelot              | Joseph O'Brien          | Aidan O'Brien                | Magnier / Tabor / Smith        | 5         | 2:33.90 |  |
| 2013      | Ruler of the World   | Ryan Moore              | Aidan O'Brien                | Magnier / Tabor / Smith        | 1½        | 2:39.06 |  |
| 2014      | Australia            | Joseph O'Brien          | Aidan O'Brien                | Smith, Magnier, Tabor, Khing   | 1¼        | 2:33.63 |  |

a  AS diferenças em distância entre os competidore é dada em corpos (em ingles :lengths] ou menores que um corpo, como shorter (dh = dead-heat; shd = (meia cabeça (short-head); hd = cabeça (head); snk = meio pescoço (short-neck); nk = pescoço (neck)

b  A corrida de  1828 terminou em empate, mas Cadland venceu um run-off contra The Colonel por meio corpo

c d  Os vencedores de 1844 e 1913 ganharam após a desclassificação dos reais vencedores